# Бриджес, Джеймс, 3-й герцог Чандос
Джеймс Бриджес, 3-й герцог Чандос (англ. James Brydges, 3rd Duke of Chandos; 27 декабря 1731 — 29 сентября 1789) — британский пэр и политик. Носил титул учтивости — виконт Уилтон (1731—1744) и маркиз Карнарвон (1744—1771).
Титулы: 7-й лорд Кинлосс (с 10 февраля 1747), 3-й герцог Чандос (с 28 ноября 1771), 3-й маркиз Карнарвон (с 28 ноября 1771), 3-й граф Карнарвон (с 28 ноября 1771), 3-й виконт Уилтон, графство Херефордшир (с 28 ноября 1771), 11-й барон Чандос из Садели, Глостершир (с 28 ноября 1771), 6-й баронет Бриджес из Уилтона, Херефордшир (с 28 ноября 1771 года).

## Предыстория
Родился 27 декабря 1731 года. Единственный сын Генри Бриджеса, 2-го герцога Чандоса (1708—1771), и леди Мэри Брюс (ок. 1710—1738), дочери Чарльза Брюса, 3-го графа Эйлсбери (1682—1747). Он получил образование в Вестминстерской школе с 1742 по 1749 год, а затем в Гёттингенском университете в 1750/1751 году.

## Политическая карьера
Джеймс Бриджес был членом парламента от Винчестера с 1754 по 1761 год и от Рэдноршира с 1761 по 1768 год. Он унаследовал герцогство после смерти своего отца 28 ноября 1771 года.
Он был камер-джентльменом Джорджа, принца Уэльского с 1760 по 1764 год, лорда-лейтенанта Хэмпшира в 1763—1764 и 1771—1780 годах, присягнул Тайному совету 12 мая 1775 года и был назначен лордом-стюардом двора с декабря 1783 года до своей смерти в 1789 году.

## Частная жизнь

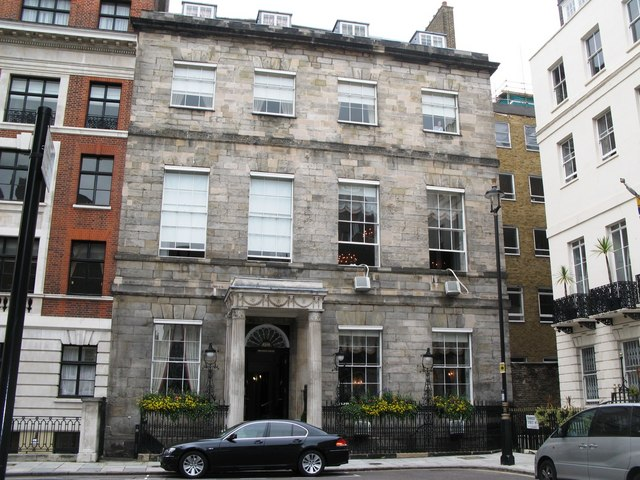
Чандос-хаус, Мэрилебон, Лондон

Первый брак Чандоса был заключен 22 марта 1753 года на Маргарет Никол (1736 — 14 августа 1768), дочери Джона Никола из Колни-Хэтч и Минченден-Хаус, и его жены Уинифред Кек. Они поселились в лондонском доме по адресу Аппер-Гросвенор-стрит, 39, Мейфэр. Маргарет унаследовала большую часть огромного состояния, приобретенного её дедом сэром Энтони Кеком, и была владелицей знаменитого портрета Шекспира, который после свадьбы стал известен как портрет Чандоса.
Спустя десять лет после смерти своей первой жены и став герцогом Чандосом в 1771 году, он женился на Энн Элис Гамон (1737 — 20 января 1813), дочери Ричарда Гамона из Датчворта-Бери, Датчворт, 21 июня 1777 года. В этом втором браке родился единственный выживший ребёнок:
- Леди Энн Элизабет Бриджес, леди Кинлосс (27 октября 1779 — 15 мая 1836)[3], в 1796 году вышла замуж за Ричарда Темпл-Гренвиля, 1-го герцога Бекингема и Чандоса (1776—1839). Они были родителями Ричарда Темпл-Наджента-Бриджес-Чандос-Гренвилл, 2-го герцога Бекингема и Чандоса (1797—1861).

Герцог Чандос скончался в сентябре 1789 года в возрасте 57 лет, когда герцогство угасло. Он был похоронен в церкви Святого Лаврентия Уитчерч в Кэнонс-парке в Лондоне. Его вдова была объявлена сумасшедшей и помещена в их лондонский дом, Чандос-хаус; она также была помещена под опеку суда. После её смерти в 1813 году неистёкшая аренда была продана. Длительный судебный процесс в ирландских судах по поводу управления её имуществом драматично закончился в 1794 году самоубийством председательствующего судьи Ричарда Пауэра, которого обвиняли в неправомерном удержании средств, являвшихся предметом иска, поданного в суд.